# Den vilda jakten på juvelen
Den vilda jakten på juvelen (engelska: The Jewel of the Nile) är en amerikansk äventyrs-action från 1985, i regi av Lewis Teague och med Michael Douglas, Kathleen Turner och Danny DeVito i huvudrollerna. Filmen hade Sverigepremiär den 14 mars 1986.

## Handling
Jack och Joan befinner sig på en segelbåt utanför franska Rivieran när Joan blir inbjuden av en nordafrikansk president att komma till hans land för att skriva hans biografi, men när hon upptäcker missförhållanden blir hon kvarhållen. Jack kommer efter, både för att rädda henne och få tag i ädelstenen Nilens juvel.

## Om filmen
Filmen spelades in i Marocko, Frankrike och USA.

## Rollista (urval)
- Michael Douglas - Jack Colton
- Kathleen Turner - Joan Wilder
- Danny DeVito - Ralph
- Spiros Focás - Omar
- Avner Eisenberg - Jewel
- Paul David Magid - Tarak